# Pasiphila semochlora
Pasiphila semochlora là một loài bướm đêm trong họ Geometridae.